# Patriarchální exarchát Basra a Záliv
Patriarchální exarchát Basra a Záliv je exarchát syrské katolické církve nacházející se v Iráku.

## Území
Exarchát zahrnuje všechny věřící syrské katolické církve v západním Iráku a středním Kuvajtu.
Exarchátním sídlem je město Basra, kde se také nachází hlavní chrám – katedrála Nejsvětějšího srdce Ježíšova.
Rozděluje se do 3 farností. K roku 2014 měl 350 věřících, 1 exarchátního kněze a 1 řeholního kněze.

## Historie
Exarchát byl zřízen roku 1991.

## Seznam patriarchálních exarchů
- Athanase Matti Shaba Matoka (1997–2001)
- Charbel Issou (2001–2003)
- Eshak Marzena (2003–2014)
- Emad Ekleemes (od 2014)